# وادي الحمر (الخبت)

تعديل مصدري - تعديل

وادي الحمر هي إحدى قرى عزلة عبان بمديرية الخبت التابعة لمحافظة المحويت، بلغ تعداد سكانها 231 نسمة حسب تعداد اليمن لعام 2004.